# Saint-Fiacre (Côtes-d'Armor)
Pour les articles homonymes, voir Saint-Fiacre.
Saint-Fiacre [sɛ̃fjakʁ] est une commune française située dans le département des Côtes-d'Armor, en région Bretagne.

## Géographie

### Localisation
Saint-Fiacre se situe à une trentaine de kilomètres de Saint-Brieuc, la préfecture du département.

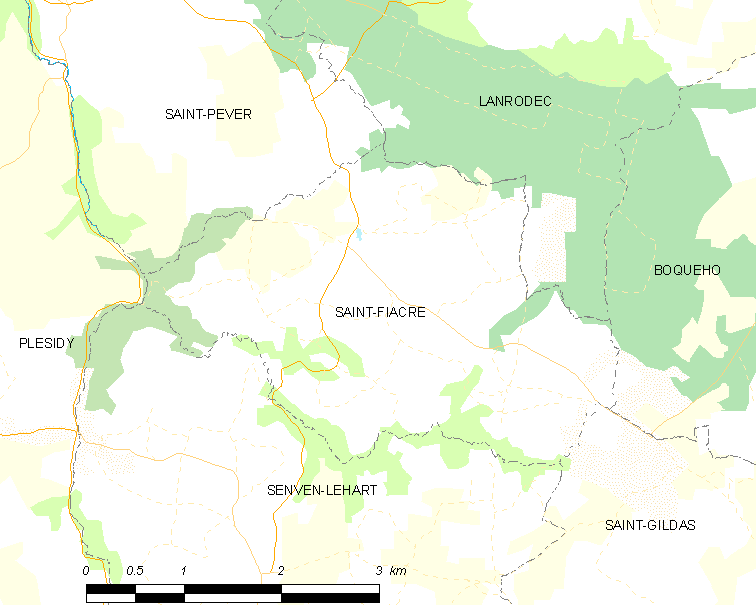
Carte de la commune de Saint-Fiacre.

| Saint-Péver |               | Lanrodec     |
| Plésidy     | Saint-Fiacre  | Boqueho      |
|             | Senven-Léhart | Saint-Gildas |

### Géologie et relief
La superficie de la commune est de 970 hectares ; son altitude varie entre 114 et 228 mètres.

### Hydrographie
Pour un article plus général, voir Réseau hydrographique des Côtes-d'Armor.
La commune est située dans le bassin Loire-Bretagne. Elle est drainée par le Trieux,.
Le Trieux, d'une longueur de 72 km, prend sa source dans la commune de Kerpert et se jette  dans la Manche entre Lézardrieux et Ploubazlanec, après avoir traversé 21 communes.  Les caractéristiques hydrologiques du Trieux sont données par la station hydrologique située sur la commune de Saint-Péver. Le débit moyen mensuel est de 2,69 m3/s. Le débit moyen journalier maximum est de 39,8 m3/s, atteint lors de la crue du 26 janvier 1995. Le débit instantané maximal est quant à lui de 49,7 m3/s, atteint le 28 février 2010.

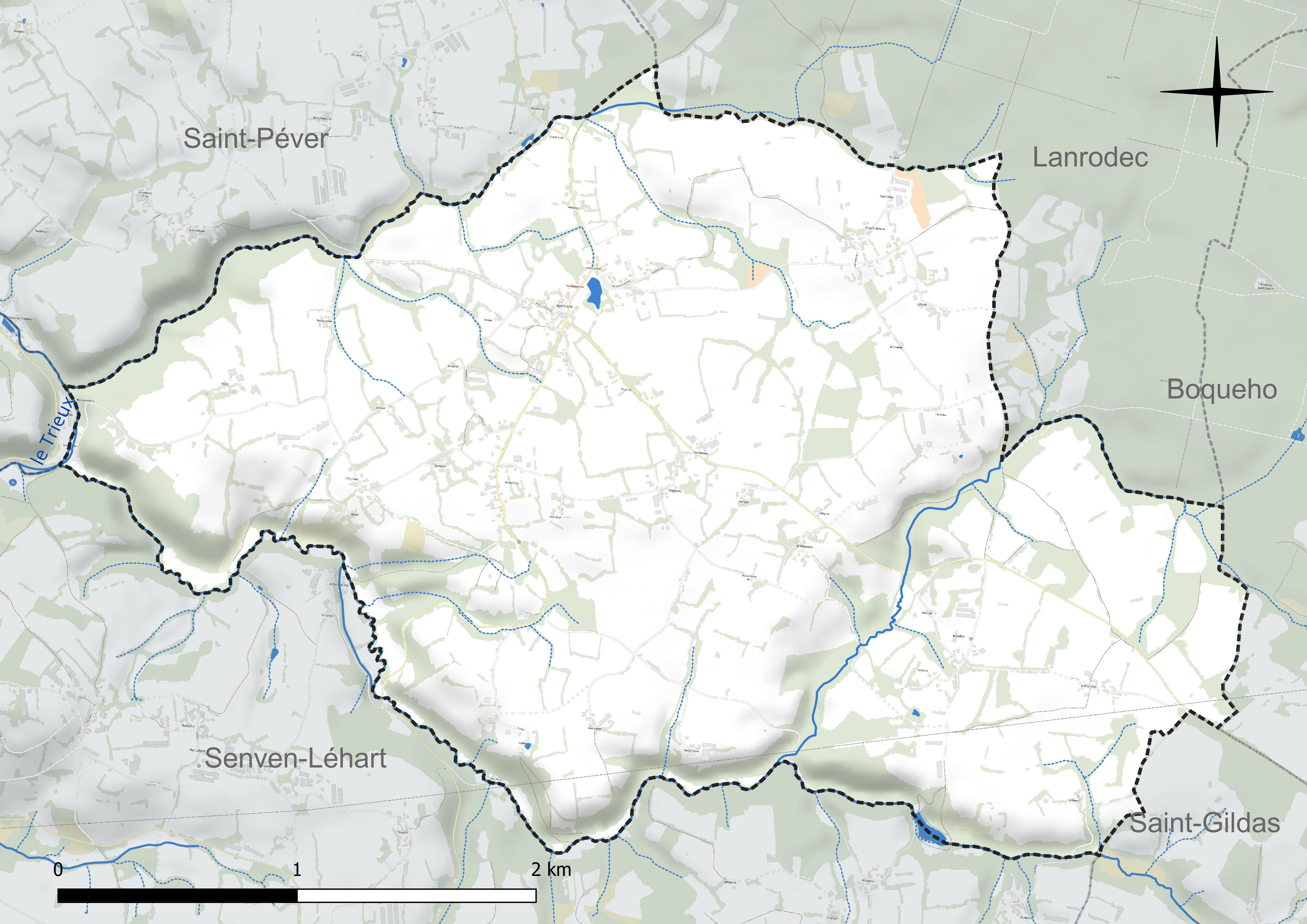
Réseau hydrographique de Saint-Fiacre.

### Voies de communication et transports
Le territoire de la commune est traversé par deux routes départementales : la D 4 du nord au sud et la D 63 d’est en ouest.

### Climat
Pour des articles plus généraux, voir Climat de la Bretagne et Climat des Côtes-d'Armor.
En 2010, le climat de la commune est de type climat océanique franc, selon une étude du CNRS s'appuyant sur une série de données couvrant la période 1971-2000. En 2020, Météo-France publie une typologie des climats de la France métropolitaine dans laquelle la commune est exposée à un climat océanique et est dans la région climatique Finistère nord, caractérisée par une pluviométrie élevée, des températures douces en hiver (6 °C), fraîches en été et des vents forts. Parallèlement l'observatoire de l'environnement en Bretagne publie en 2020 un zonage climatique de la région Bretagne, s'appuyant sur des données de Météo-France de 2009. La commune est, selon ce zonage, dans la zone « Intérieur », exposée à un climat médian, à dominante océanique.
Pour la période 1971-2000, la température annuelle moyenne est de 10,7 °C, avec une amplitude thermique annuelle de 11,4 °C. Le cumul annuel moyen de précipitations est de 951 mm, avec 14,5 jours de précipitations en janvier et 7,8 jours en juillet. Pour la période 1991-2020, la température moyenne annuelle observée sur la station météorologique la plus proche, située sur la commune de Kerpert à 11 km à vol d'oiseau, est de 10,8 °C et le cumul annuel moyen de précipitations est de 1 088,9 mm,. Pour l'avenir, les paramètres climatiques de la commune estimés pour 2050 selon différents scénarios d'émission de gaz à effet de serre sont consultables sur un site dédié publié par Météo-France en novembre 2022.

## Urbanisme

### Typologie
Au 1er janvier 2024, Saint-Fiacre est catégorisée commune rurale à habitat très dispersé, selon la nouvelle grille communale de densité à 7 niveaux définie par l'Insee en 2022.
Elle est située hors unité urbaine et hors attraction des villes,.

### Occupation des sols
L'occupation des sols de la commune, telle qu'elle ressort de la base de données européenne d’occupation biophysique des sols Corine Land Cover (CLC), est marquée par l'importance des territoires agricoles (85,1 % en 2018), en augmentation par rapport à 1990 (83,6 %). La répartition détaillée en 2018 est la suivante :
zones agricoles hétérogènes (61,8 %), terres arables (15 %), forêts (14,9 %), prairies (8,3 %). L'évolution de l’occupation des sols de la commune et de ses infrastructures peut être observée sur les différentes représentations cartographiques du territoire : la carte de Cassini (XVIIIe siècle), la carte d'état-major (1820-1866) et les cartes ou photos aériennes de l'IGN pour la période actuelle (1950 à aujourd'hui).

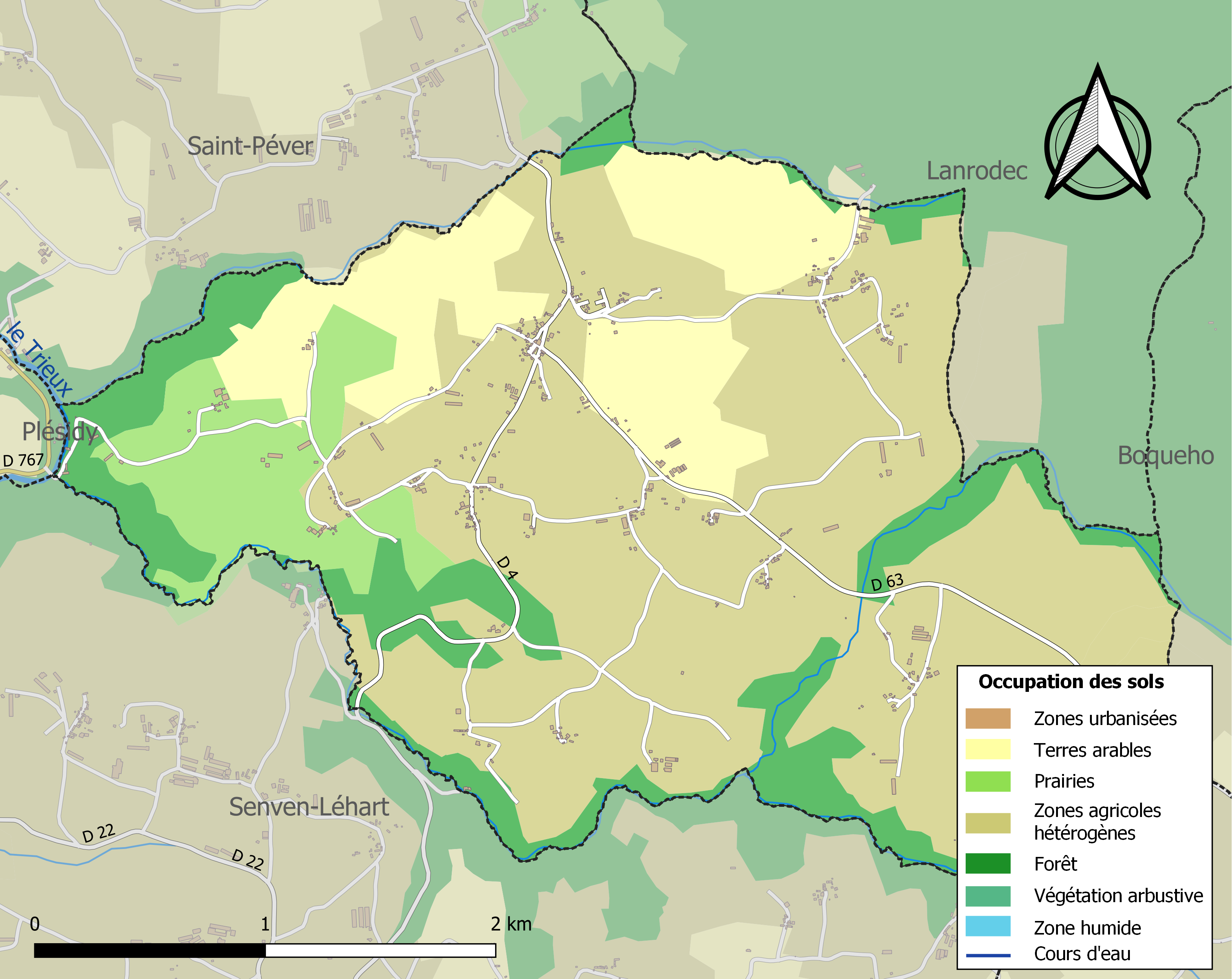
Carte des infrastructures et de l'occupation des sols de la commune en 2018 (CLC).

## Toponymie
Le nom de la localité est attesté sous les formes Claustrum Briaci en 1163 et en 1303, parochia de Sancto Briaco en 1330, Claustrum Beati Briaci vers 1330, Saint Fiacre en 1535, Saint Fiacre entre les deux bois en 1543.
Saint-Fiacre vient de Claustrum Briaci, À l'origine, un ermitage fondé dans la forêt de Lehart par saint Briac, moine d'origine irlandaise. L'éponyme Briac s'efface au profit de Fiacre, à la suite de la disparition de la paroisse primitive de saint Briac, qui existait depuis 1170, après le rattachement, vers 1370, de Saint-Fiacre à Plésidy (Plésidy-Goëlo),.
Son nom en breton est Sant-Fieg.

### Villages, hameaux, écarts, lieux-dits
En dehors du village servant de chef-lieu de commune, on trouve plusieurs hameaux et écarts. Les plus importants sont (d’est en ouest) : Kerdanielou, Crec’h Metern, la Villeneuve, le Cloître,

## Histoire

### Le Moyen Âge
Sous l'Ancien Régime, Saint-Fiacre était une trève de la paroisse de Plésidy.
Selon un aveu de 1471, Saint-Fiacre était, au sein de la Vicomté de Rohan, une des 46 paroisses ou trèves de la seigneurie proprement dite de Rohan.

### La Révolution
Au cours de la Révolution française, la commune porta provisoirement le nom de Fiacre-les-Bois.

### LeXXesiècle

#### Les guerres duXXesiècle
Le monument aux morts porte les noms des 35 soldats morts pour la Patrie :
- 32 sont morts durant la Première Guerre mondiale ;
- 2 sont morts durant la Seconde Guerre mondiale ;
- 1 est mort durant la guerre d'Algérie.

## Politique et administration
| Période                                  | Période  | Identité         | Étiquette | Qualité           |
| ---------------------------------------- | -------- | ---------------- | --------- | ----------------- |
| mars 2001                                | 2008     | Daniel Bouder    |           |                   |
| mars 2008                                | En cours | Gilbert Le Bihan | DVG       | Chef d'entreprise |
| Les données manquantes sont à compléter. |          |                  |           |                   |

## Démographie
L'évolution du nombre d'habitants est connue à travers les recensements de la population effectués dans la commune depuis 1793. Pour les communes de moins de 10 000 habitants, une enquête de recensement portant sur toute la population est réalisée tous les cinq ans, les populations de référence des années intermédiaires étant quant à elles estimées par interpolation ou extrapolation. Pour la commune, le premier recensement exhaustif entrant dans le cadre du nouveau dispositif a été réalisé en 2005.

En 2022, la commune comptait 212 habitants, en évolution de −0,93 % par rapport à 2016 (Côtes-d'Armor : +1,78 %, France hors Mayotte : +2,11 %).
| 1793 | 1800 | 1806 | 1821 | 1831 | 1836 | 1841 | 1846 | 1851 |
| ---- | ---- | ---- | ---- | ---- | ---- | ---- | ---- | ---- |
| 304  | 493  | 462  | 472  | 514  | 524  | 631  | 658  | 648  |

| 1856 | 1861 | 1866 | 1872 | 1876 | 1881 | 1886 | 1891 | 1896 |
| ---- | ---- | ---- | ---- | ---- | ---- | ---- | ---- | ---- |
| 596  | 584  | 599  | 610  | 645  | 614  | 624  | 652  | 605  |

| 1901 | 1906 | 1911 | 1921 | 1926 | 1931 | 1936 | 1946 | 1954 |
| ---- | ---- | ---- | ---- | ---- | ---- | ---- | ---- | ---- |
| 627  | 591  | 580  | 513  | 505  | 474  | 461  | 425  | 357  |

| 1962 | 1968 | 1975 | 1982 | 1990 | 1999 | 2005 | 2006 | 2010 |
| ---- | ---- | ---- | ---- | ---- | ---- | ---- | ---- | ---- |
| 343  | 299  | 244  | 232  | 207  | 197  | 219  | 219  | 226  |

| 2015 | 2020 | 2022 | - | - | - | - | - | - |
| ---- | ---- | ---- | - | - | - | - | - | - |
| 215  | 214  | 212  | - | - | - | - | - | - |

## Distinctions culturelles
Saint-Fiacre fait partie des communes ayant reçu l’étoile verte espérantiste, distinction remise aux maires de communes recensant des locuteurs de la langue construite espéranto.

## Lieux et monuments
- La commune compte un monument historique protégé, l’église de Saint-Fiacre. Elle remonte au XVe siècle et a été reconstruite par Ernest Le Guerranic vers 1893. Le portail de la façade sud et l’ossuaire sont classés depuis 1915[26],[27],[28].

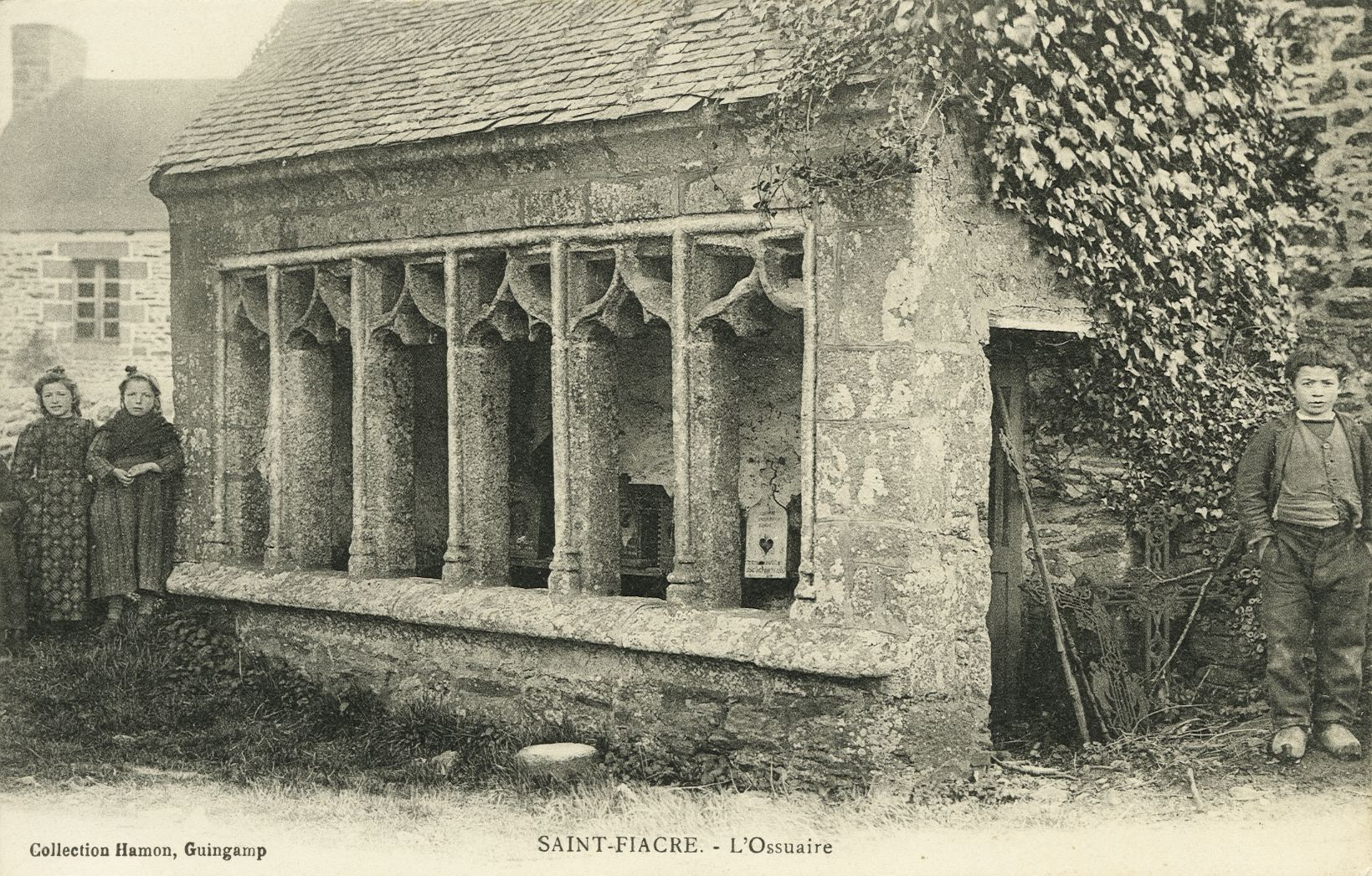
Ossuaire (début XXe siècle)
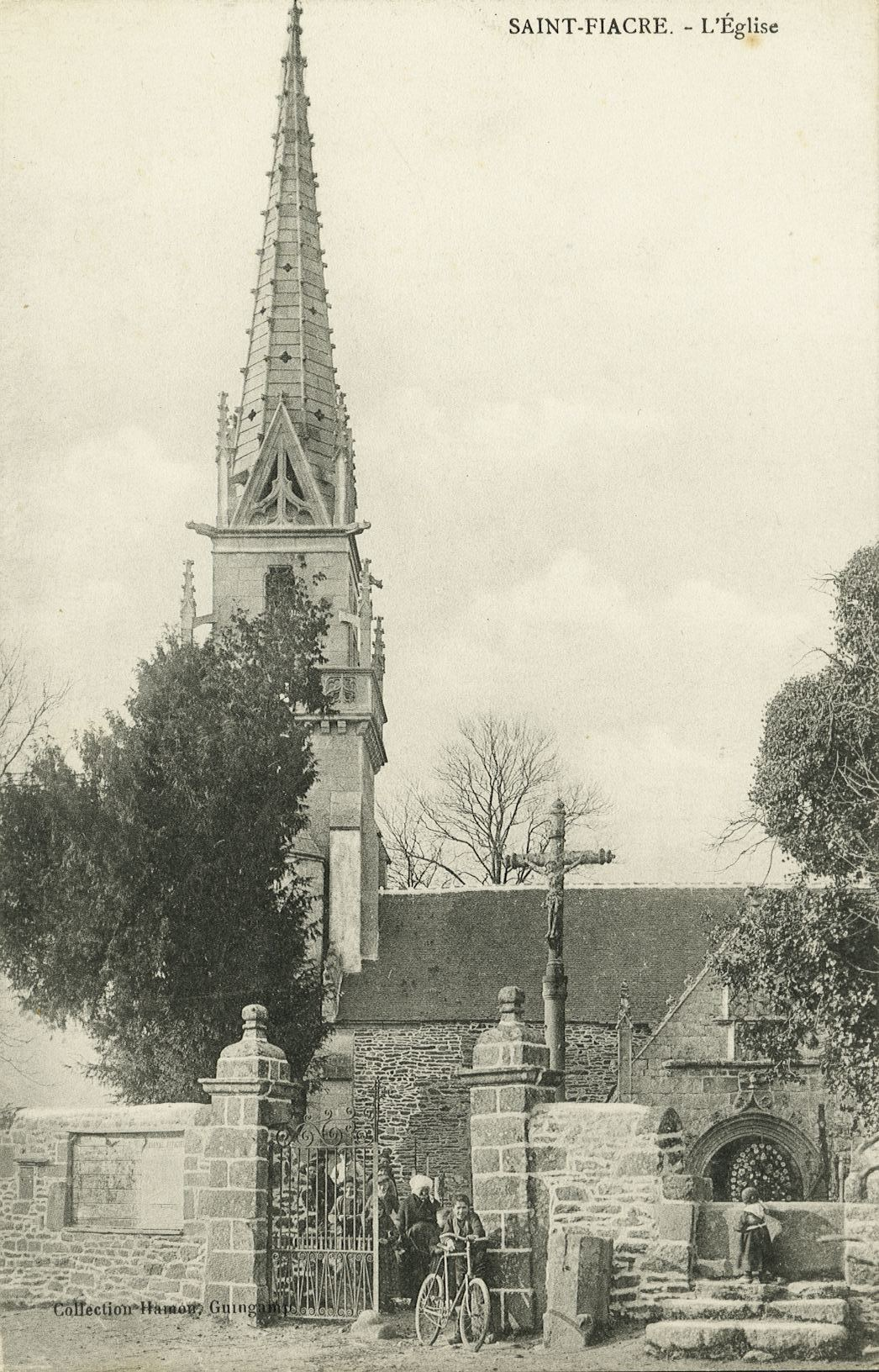
Église (début XXe siècle)

- La chapelle Saint-Nicolas est située au Cloître et date des XVe et XVIIIe siècles[29].

## Personnalités liées à la commune
- Julien Lucas (1743-1792), prêtre catholique et homme politique né et décédé à Saint-Fiacre, député aux États généraux de 1789, maire du Minihy,